# Tuccio di Andria
Tuccio di Andria (fl. XV secolo) è stato un pittore italiano attivo negli ultimi vent'anni del XV secolo.

## Biografia
Di origine pugliese, la sua prima opera certa è lo Sposalizio mistico di santa Caterina con santi, firmata e datata 1487; la pala fu dipinta per la cappella di san Bonaventura per la chiesa di san Giacomo a Savona, conservata oggi nel Museo della Cattedrale. La cimasa è andata perduta, mentre la predella con Cristo e gli apostoli si trova nel Museo d'arte di Tolone: in essa sono anche rappresentati con un vivace realismo i committenti, che probabilmente appartenevano alla famiglia Raimondi.
L'anno seguente Tuccio si impegnò con l'Ospedale di Savona per una Maestà, ora perduta, da porre sull'altar maggiore della stessa chiesa francescana di san Giacomo.
Dopo il ritorno in Puglia produsse il trittico con Sant'Antonio da Padova tra santa Caterina d'Alessandria e san Zosimo per la chiesa di Santa Maria Vetere ad Andria, ora alla Pinacoteca provinciale di Bari.
A Tuccio è stata attribuita anche una Madonna, conservata in una collezione privata, anche se tale attribuzione è contestata da molti storici dell'arte.